# Johan 2. af Bayern-München
Johan 2. af Bayern-München (født 1341, død 1397), var regerende hertug af Bayern-München fra 1375 til 1397. Han var sønnesøn af kejser Ludvig 4.
Johan 2. var søn af hertug Stephan 2. af Bayern og Elisabeth af Sicilien.
Johan 2. var gift med Katharina af Görz. De fik tre børn:
- hertug Ernst af Bayern-München (1373–1438)
- Vilhelm 3., medhertug af Bayern-München (1375–1435)
- dronning Sophie af Bøhmen (1376–1425, gift med kong Wenzel 4. af Bøhmen og det tyske rige